# Сієнська республіка
Сієнська республіка (італ. Repubblica di Siena) — місто-держава в Італії, яка існувала на півдні сучасного регіону Тоскана в 1147–1555 рр. Столицею було місто Сієна. Сієнська республіка протягом кількох століть була однією з головних суперників і конкурентів Флоренції.

## Передісторія
За археологічними даними, поселення на місці міста Сієна існувало ще в етруську епоху (IX—V ст. до н. е.). Назва може походити від етруського фамільного імені Сайн (Саїна), або від назви галльського племені сенонів (лат. Saenones), які завоювали частину Етрурії близько 390 року до н. е. Перші письмові джерела про місто відносяться до 70 року. Згідно з римськими переказами, Сієна була заснована Сенієм (Senius) і Аскієм — синами Рема і, відповідно, племінниками Ромула. Втікши від дядька — вбивці їхнього батька, близнюки сховалися на тосканському пагорбі, де пізніше і було побудоване місто, що отримало по імені Сенія назву Сієна. Ця легенда знайшла відображення в гербі однієї з контрад, а Капітолійська вовчиця є одним із символів Сієни. За легендою назву місту дав сам Юлій Цезар, що заклав на трьох пагорбах військове поселення. За третьою легендою Сієну побудували під час правління Октавіана Августа. Не виключено також походження назви від римського фамільного імені Сеніїв (Saenii) або від лат. «seneo» — «бути старим».
Відродження Сієни після кількох століть воєн і спустошень, які супроводжували Велике переселення народів, почалося в середині VII століття, коли було відновлено Сієнське єпископство. Світське управління в місті здійснювалося призначуваними посадовими особами Лангобардского королівства, а після завоювань Піпіна Короткого і Карла Великого — франкськими графами. На початку IX століття утворилося невелике Сієнське графство, підпорядковане маркграфам Тоскани.
З розвитком торгівлі і зміцненням міської економіки наприкінці XI століття в Сієні виникла комуна, яка представляла інтереси містян у взаєминах з єпископом і графами. Юридично республіка підпорядковувалася імператору Священної Римської імперії, проте фактично цей сюзеренітет був чисто номінальним.

## Рання історія

### Утворення Сієнської республіки
В 1147 році була створена Сієнська республіка, куда ввійшла вся територія сієнської комуни. В ХІІ столітті економіка Сієни почала швидко розвиватись, що дозволило зайняти їй вагоме місце в політиці Середньої Італії. Особливо швидкими темпами розвивалась банківська справа. Однією з провідних галузей економіки Сієнської республіки була торгівля. Сієна розташовувалась на важливому шляху, котрий вів з Риму до Франції. Це сприяло утворенню в місті одного з найбільших торговельних центрів Європи. Розквіт економіки стимулював містобудівництво: в цей час відбулося найбільше піднесення сієнської архітектури романського стилю, яке проявилось в таких шедеврах італійської архітектрури, як кафедральний собор Сієни, П'яцца-дель-Кампо тощо. Їх будівництво почалось в ХІІ столітті, але продовжувалось достатньо довго, щоб встигнути увібрати в себе елементи готичного стилю.

### Військова експансія Сієни

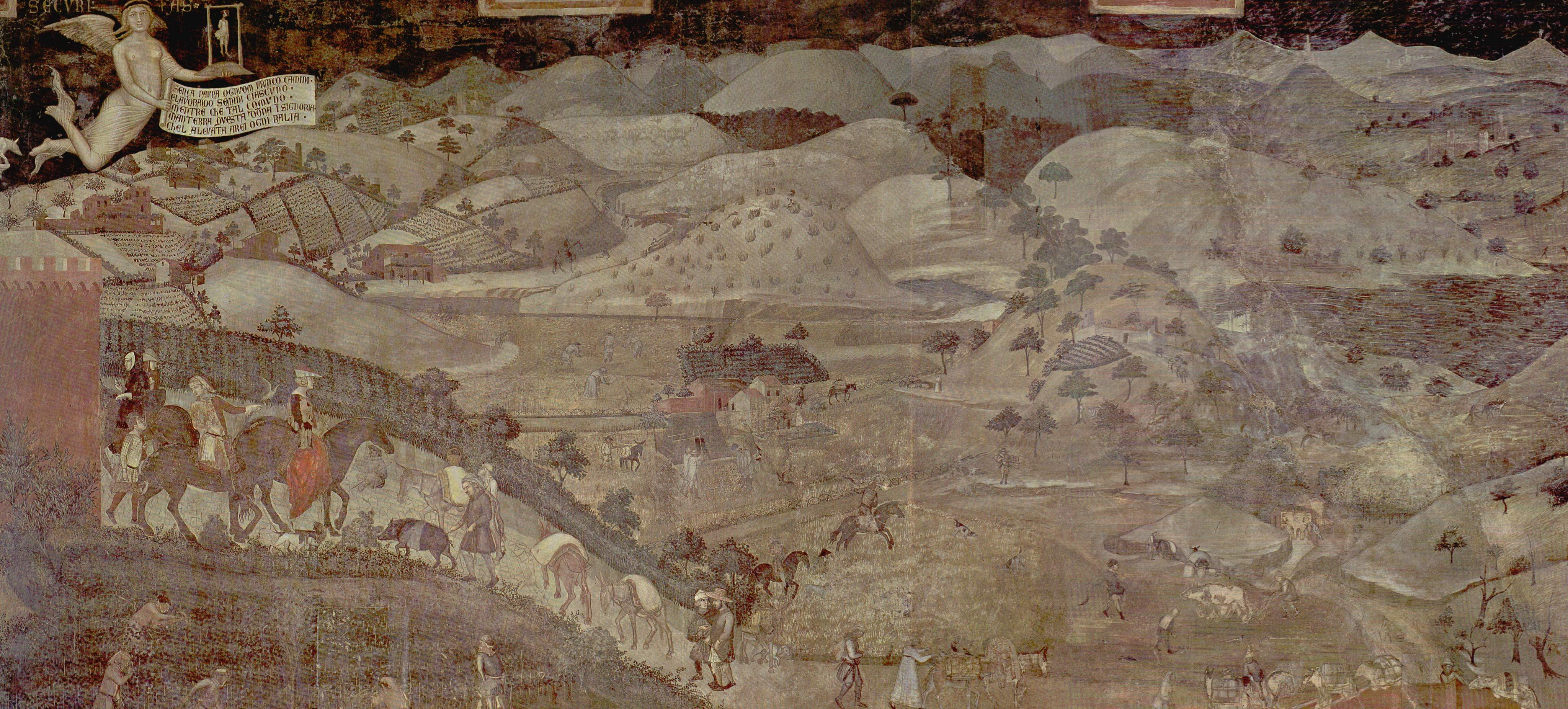
Сієнське контадо на малюнку Амброджо Лоренцетті

Незабаром після свого формування міська громада почала вести боротьбу за контроль над сієнським контадо. В серії декількох воєнних кампаній міське ополчення захопило території навколо Сієни і зруйнувало замки феодалів в регіоні. В 1168 році було захоплене місто Ашано, а до кінця ХІІ століття місто досягло контролю над всім контадо. Дворяни були переселені зі своїх маєтків у місто і стали громадянами республіки. Хоча контроль над територіями навколо Сієни належав комуні, проте колишні дворяни мали значний вплив в Сієні і в органах керування республікою. Завоювання Сієни були визнані імператором Генріхом VI в 1186 році, коли він дарував республіці інвеституру на колишнє сієнське графство. Головним політичним і торгово-фінансовим супротивником Сієни стала Флорентійська республіка, яка також боролась за гегемонію в Тоскані.

### Політична ситуація в Сієнській республіці
В XII столітті найвищим органом влади Сієнської республіки був загальний збір громадян (італ. parlamento), на якому щорічно обиралась колегія консулів — головний виконавчий і судовий орган комуни. При консулах діяла Рада дзвона, в склад якої входила аристократія і верхівка фінансово-торговельного патриціату. Рада дзвона концентрувала в своїх руках контроль над внутрішньою і зовнішньою політикою республіки, контролювала роботу консулів. Існували також тимчасові комісії (бальї від італ. balia), які формувались для певних цілей (керівництво воєнними діями, судові процеси). Ця система органів управління комуною була зафіксована в конституції 1179 року. Ця конституція стала однією з перших писаних конституцій італійських держав.
До середини ХІІІ століття Сієна стала головною опорою гібелінів в Тоскані і однією з головних союзників імператора в Італії. В результаті сієно-флорентійське протистояння набуло загальноіталійського масштабу. В 1251 році з Флоренції були вигнані гібеліни, які знайшли прихисток в Сієні. Це викликало нову війну, яка закінчилась поразкою Сієнської республіки. Положення затруднював відхід імперських військ з Італії. По «Вічному мирі» 1255 року Сієна обіцяла не надавати прихисток флорентійським гібелінам, надавати допомогу в разі нападу на Флоренцію, не претендувати на Монтепульчано і Монтальчіно. Проте, коли в 1258 році з Флоренції була вигнана сім'я Уберті, Сієнська республіка прихистила їх. Війна поновилась, проте цього разу Сієна заручилася підтримкою Манфреда, короля Сицилії, який був головою гібелінської партії в Італії.

### Рада Дев'яти

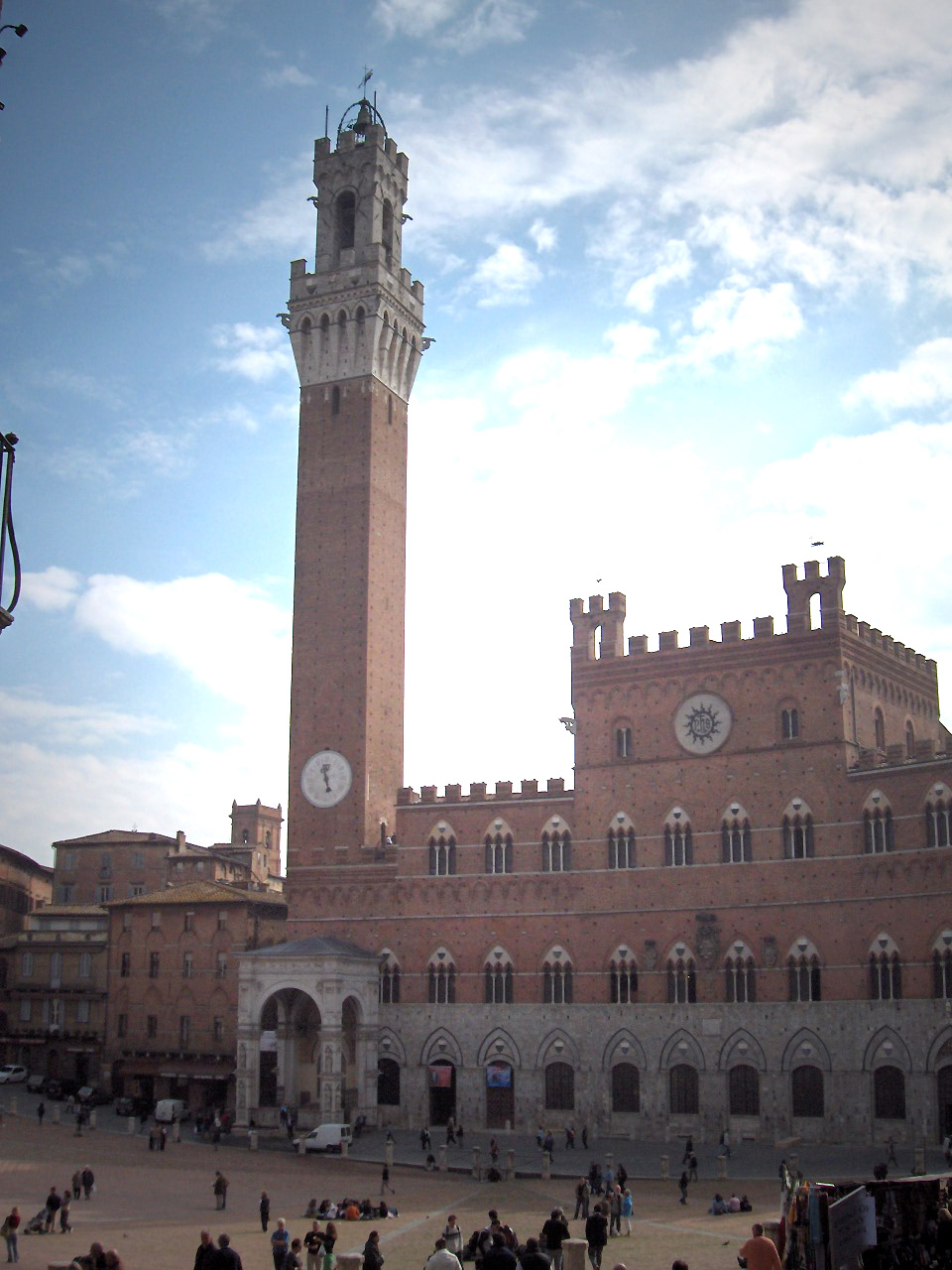
Громадський палац — місце засідання Ради

В 1277 році торгові корпорації провели революцію і скинули нобелів, забравши владу в свої руки. Кількісний склад уряду в 1280 році був скорочений до 15 чоловік. Перехід влади в руки торговельних корпорацій завершився в 1292 році, коли була створена Рада Дев'яти, яка очолила систему керування Сієнської республіки. Система управління, яка склалася до 1298 року, проіснувала 70 років і отримала назву «тиранія Дев'яти». В соціальному плані ця система передбачала всю повноту влади вузької верхівки торговельно-фінансових кругів Сієни, яким протистояли нобелі з однієї сторони, і ремісники та дрібні торговці з іншої. Доступ до управління державою мали тільки члени великих торговельних груп і тісно зв'язаний з ними цех сукноробів, себто та верства населення, яка забезпечувала стрімке економічне зростання Сієни. Фактично в цей період Сієнська республіка була олігархічною державою. Верховна влада під час тиранії була передана від Ради дзвона, де були представлені інтереси всієї комуни, до Ради Дев'яти. Термін повноважень членів Ради становив всього два місяці, проте вони мали право назначати своїх спадкоємців, що дозволяло тримати владу в середині вузького кола торговельно-фінансової олігархії.
Встановлення вищезазначеного режиму правління і припинення конфліктів з Флорентійською республікою сприяло розвитку економіки Сієни. Хоча в банківській справі сієнці поступилися флорентійцям, проте торгівля продовжувала розвиватися й забезпечувати процвітання республіки. Звільнення селян на початку XIV століття дало потужний поштовх до росту міського населення Сієни і прискорення розвитку ремесел. На перший план вийшли сукноробні, продукція яких знайшла вихід на ринки Франції, Німеччини та інших країн Західної Європи. До середини XIV століття розподіл праці на легкопромислових виробництвах сприяв зародженню капіталізму. Торгівля також втратила свій початковий вигляд і зі звичайної посередницької перетворилася на експортну (тканини).

## Політична криза

### Рада Дванадцяти
В березні 1355 року під впливом візиту в Сієну імператора Карла IV склалася нова змова проти олігархії. Бунтівники штурмом захопили Громадський палац. Імператор заявив про необхідність ліквідації режиму Дев'яти і прийняття нової конституції. Олігархи були вигнані, їх майно — конфісковано. Хоча в повстанні активну участь брали сієнські аристократи, владу захопили пополани. В травні Карл затвердив нову конституцію республіки. Найвищим органом стала Рада Дванадцяти, яка обиралася кожні два місяці і мала фактичну владу в державі. Право доступу в Раду мали тільки пополани: торговельна еліта була позбавлена виборчих прав, а нобелям дозволили займати тільки адміністративні посади. Новий режим мав достатьо широке соціальне підґрунтя у вигляді цехових ремісників і дрібних торговців. Кожен громадянин мав право вступити до цеху і таким чином набути можливості брати участь у виборчому процесі. Проте, не дивлячись на зовнішній демократизм, члени Ради обиралися з досить обмеженого кола пополанських сімей.

### Рада П'ятнадцяти
Новий похід Карла IV в Італію в 1368 році викликав хвилю революцій в Сієні. 2 вересня 1368 року в місті спалахнуло повстання нобелей, які скинули Раду і захопили владу в республіці. Але вже 23 вересня проти нобелей виступили пополани, які були підтримані феодальним родом Салімбені та імператором. В результаті кривавих сутичок в Сієні нобелі були переможені і вигнані з Сієни — влада Ради Дванадцяти була відновлена. В уряд увійшло три партії: додічіні отримали 4 місця, новескі — 3, а ріформаторі — 5. Салімбені отримали значну грошову компенсацію і шість замків в сієнському контадо. Але всі три партії були не задоволені розподілом влади, тому 11 грудня сталася ще одна революція: ріформаторі розбили своїх супротивників і захопили всю повноту влади — утворилась Рада П'ятнадцяти. Але тиск зі сторони інших угрупувань змусили ріформаторів надати три місця в Раді для новескі і додічіні, які отримали 4 місця. В кінці грудня 1368 року в Сієну прибув імператор, який спробував на початку 1369 року зробити переворот на користь додічіні. Проте загони імператорських лицарів були розбиті містянами, а імператор визнав владу ріформаторі. 31 січня в Сієнському соборі відбулася «месса миру», на якій ворогуючі партії пообіцяли дотримуватися миру і працювати на користь республіки.

### Повалення режиму Ради
Не дивлячись на демократичний фасад Ради П'ятнадцяти домінували в республіці ріформаторі. Для гарантування безпеки в місті була створена «поліція пополанів» (італ. casata grande), яка була зобов'язана захищати демократичний лад від аристократів. Проте уряду не вдалося відновити повний контроль над контадо, в якому продовжувались масові заворушення. Невдоволення ріформаторі вилилось в масове повстання в Сієні в 1385 році і поверження режиму Ради П'ятнадцяти. До влади прийшла коаліція додічіні, новескі і пополарі. Ріформаторі були вигнані з Сієни, що призвело до суттєвого падіння промислового виробництва в Сієні (адже воно контролювалося цією партією). Переворот 1385 року не привів до довгоочікуваної стабільності. Міжпартійна боротьба продовжилась. Ні одна з партій не мала сил для встановлення єдиновладдя. В результаті Сієнській республіці так і не вдалося створити ефективну демократичну систему влади.

## Економічна і політична ситуація в другій половині XIV— на початку XV століття

### Економічне положення
Протягом другої половини XIV століття спостерігалося поступове погіршення економічного і фінансового положення Сієнської республіки. Нерозвиненість промислового виробництва призвела до відставання в розвитку Сієни від інших держав Центральної та Північної Італії. Певний прогрес спостерігався лише у шерстоткацтву, де були зародки капіталістичного виробництва і достатньо велика кількість найманих робітників. Проте орієнтація цього виробництва на експорт через конкуренцію з боку флорентійських, ломбардських, а згодом — англійських та фламандських товарів робила його нестабільним і вразливим до кризи. Як наслідок це приводило до зубожіння шерстоткацьких цехів. Різко падали об'єми торгівлі і фінансових операцій Сієни. Сієнські банки були витіснені з європейського простору флорентійськими та південнонімецькими банківськими об'єднаннями.

### Сеньйорія
Після перевороту 1385 року був організований найвищий орган виконавчої влади в Сієні — Сеньйорія десяти пріорів. Місця в Сеньйорії поділили три партії, які складали коаліційне правління: додічіні і новескі отримали по 4 місця, пополарі — 2. Було також встановлено, що люди, які займали державні посади в добу правління ріформаторі не могли обиратися в Сеньйорію. Влада коаліції продовжувалась достатньо довго, але міжпартійні «війни» не вщухали. В 1403 році спалахнуло повстання додічіні, які були підтримані найбільшим сієнським феодальним родом Салімбені і Флорентійською республікою. Повстання було жорстоко придушене і додічіні були вигнані з країни. Сеньйорія затвердила закон, який передбачав відсторонення від управління державою партію додічіні «навіки». Замість них в коаліцію були запрошені ріформаторі.

## Зовнішня та внутрішня політика Сієни наприкінці XV— на початку XVIII ст

### Війни з Флоренцією та Неаполем

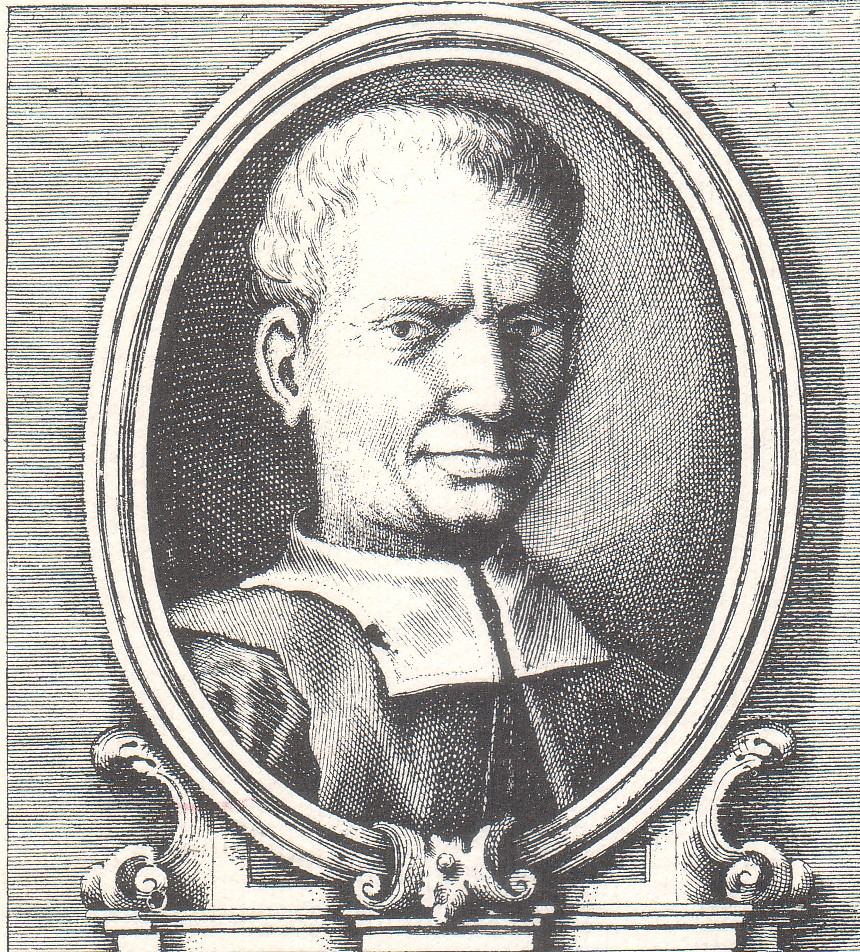
Пандольфо Петруччі

Наприкінці XIV ст. тривалий період миру і співробітництва з Флорентійською республікою підійшов до кінця. В 1387 році Флоренція підбурила повстання в Монтепульчано і захопила владу над цим містом. Сієна була змушена розірвати договір про союз з Флоренцією і перейти на сторону її супротивників. В 1389 році був підписаний договір з Міланом, який був спрямований проти Флоренції. В результаті Сієна стала головною опорою експансії міланського герцога Вісконті в Тоскані. В період великої схизми Сієнська республіка виступила проти папи Григорія XII, що викликало вторгнення на її територію військ неаполітанського короля Владислава, які пограбували сієнське контадо. В 1431 році республіка приєдналась до антифлорентійської ліги Лукки і Мілана.

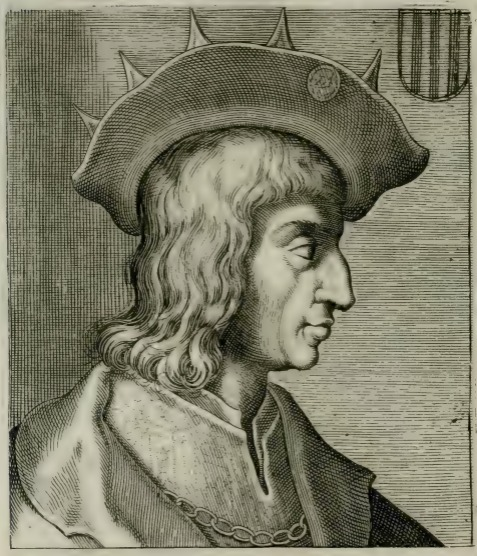
Альфонсо ІІ, король Неаполя

В 1478 році Сієна вступила в війну на стороні папи римського і Неаполітанського королівства проти Флоренції. Сієнські війська вторгнулися на флорентійську територію і брали участь в битві при Поджо Імперіалє, в якій Флоренція зазнала поразки. Проте після укладання миру в 1480 році у Сієни різко загострилися відносини з Неаполем. Альфонсо II, спадкоємець неаполітанського престолу, спробував захопити владу в Сієні, спираючись на партію новескі. 22 червня 1480 року в Сієні піднялося повстання, в результаті якого до влади прийшли новескі. В країну були повернені нобілі і прихильники встановлення в Сієні монархічного порядку. Але рішення короля Неаполя передати частину сієнських територій Флоренції викликало у громадян обурення. В кривавих сутичках на вулицях Сієни наприкінці 1482 — на початку 1483 року новескі зазнали поразки і були вигнані з республіки. Влада перейшла до ремісничих цехів і партіям пополарі та ріформаторі.

### Доба Петруччі
Але вже в 1487 році відбувся новий державний переворот: новескі вступили в місто і захопили владу над ним. Капітан народу був убитий. Правління перейшло під контроль торгової олігархії, на чолі якої стояв Пандольфо Петруччі. 1497 року Загальна рада ухвалила рішення про передачу надзвичайних повноважень уряду республіки в спеціальну комісію, яка була створена з прихильників Петруччі. Хоча республіканська конституція залишилась незмінною, реальна влада перейшла в руки Петруччі. Це означало встановлення в Сієні диктатури — сеньйорії Петруччі. Після розгрому змови Нікколо Боргезе в 1500 році влада «сеньйора Пандольфо» стала повною.
Проте Пандольфо Петруччі не зміг встановити в Сієні спадкову монархію, як це зробили Медічі у Флоренції. Сієнська політична система, яка була основана на конкуренції політичних партій та республіканстві, не сприяла створенню сеньйоріальної форми правління. Після неочікуваної смерті Пандольфо в 1512 році на чолі Сієни став його син Боргезе, який виявився повністю нездатним до керівництва країною. В 1515 році він був зміщений племінником Пандольфо кардиналом Рафаело Петруччі, який був підтриманий папою Левом X. Правління Рафаело відрізнялося посиленням тиранії і новим наступом на республіканські устої Сієни. Після його смерті в 1522 році сеньйором Сієни став Фабіо Петруччі, молодший син Пандольфо. Проте вже два роки потому, в 1524 році, в країні спалахнуло повстання. Фабіо Петруччі та його прихильники були вигнані з міста — в Сієні було відновлено республіканський лад.
Політична стабільність, яка утворилась за час правління Петруччі, і розумна політика протекціонізму, яка була спрямована на підтримку торгівлі, на певний час призупинила спад економіки Сієни, який почався ще в XIV ст. Проте слабкість внутрішнього ринку Італії, а також орієнтування на експорт шерстяних виробів при зростанні конкуренції зі сторони англійських, ломбардських та флорентійських виробників в довготривалій перспективі вели до поглиблення економічних проблем Сієнської республіки. Уже в період правління Пандольфо Петруччі процес відтоку капіталу з сфери торгівлі в землеволодіння набув широкого розмаху. Сам сеньйор, який походив з торгової еліти, активно займався скуповуванням земель в контадо і формуванням свого доменіального господарства. Його приклад наслідували й інші представники правлячої торгової олігархії.

### Іспанська окупація

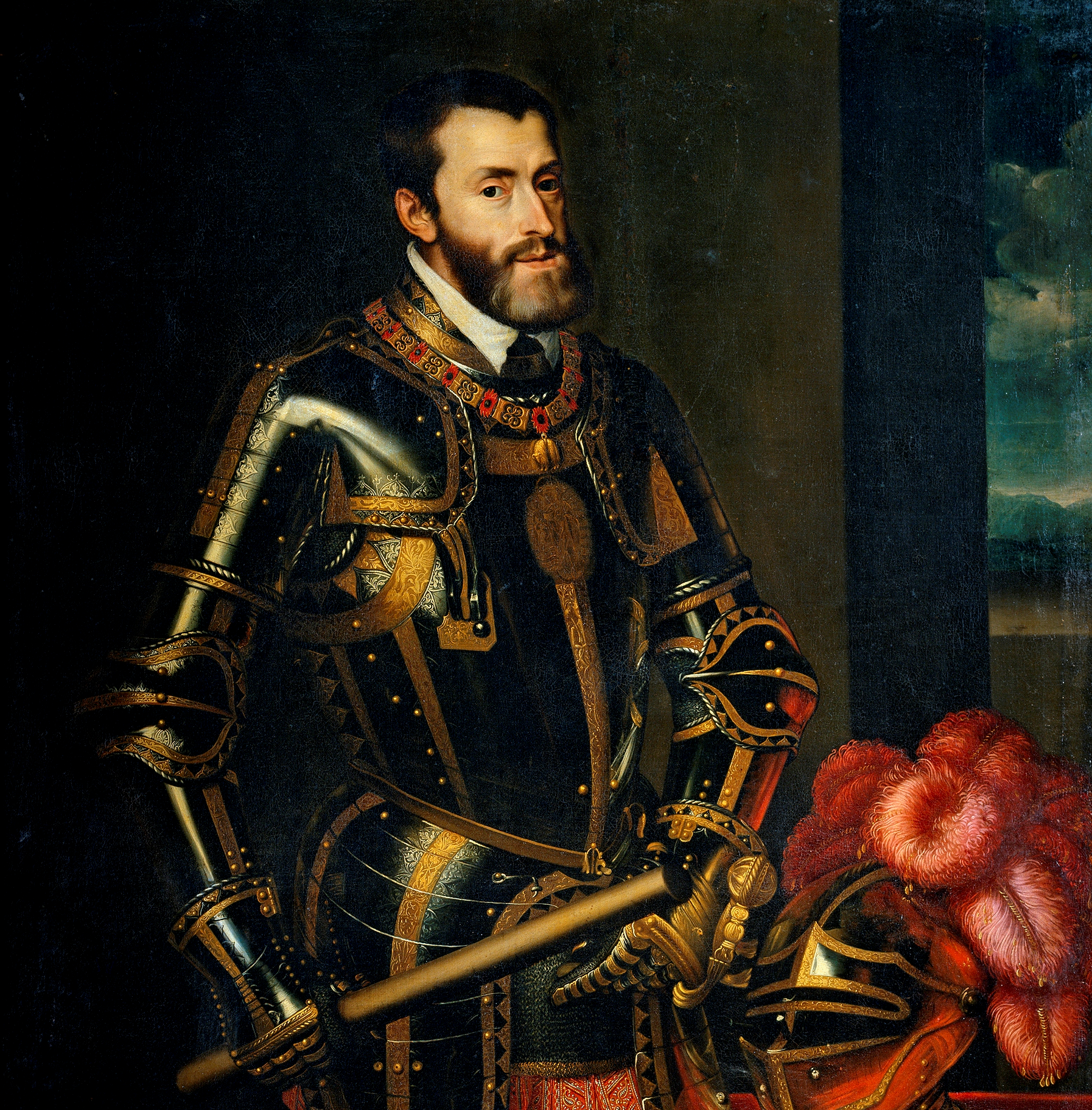
Карл V Габсбург

Разом із зміщенням Фабіо Петруччі в 1524 році з міста була вигнана і торгова олігархія партії новескі. Це викликало війну з папою Клементом VII і Флорентійською республікою. Папсько-флорентійські війська вторглись на територію Сієни. Проте для захисту країни суспільство було мобілізоване, як і всі партії, які боролися між собою. Патріотичний підйом дозволив сієнському ополченню в 1526 році одержати велику перемогу в битві при Порта-Камолії. В той час новий уряд Сієнської республіки (Рада Десяти), в який увійшли представники всіх партій, крім новескі, звернувся по допомогу до імператора Карла V. Імператор взяв Сієну під свою протекцію, що забезпечувало безпеку для республіки. В 1527 році Рим був захоплений імперською армією, а в Флоренції були зміщені Медічі.
Іспанська окупація 1555 року означала кінець Сієнської республіки. В 1557 році її територія була передана флорентійському герцогу Козімо I і ввійшла до складу великого герцогства Тосканського (з 1569 року). Основні республіканські органи були збережені, але була втрачена політична влада. Урядова комісія почала назначатися герцогом. Тим не менше, протягом двох століть Сієна зберігала певну автономію в складі великого герцогства Тосканського, яка була скасована тільки централізаторськими реформами Леопольда II наприкінці XVIII століття. Герцогство Тосканське розпалося на період з 1801 по 1815 рік в результаті наполеонівських війн. В 1801 році по Аранхуезькому мирному договорі на його території було утворено Етрурське королівство, в 1808 році воно було зроблене французькою провінцією. В 1809 році сестра Наполеона Еліза була назначена керуючою в Етрурії з титулом великої герцогині Тосканської. В 1814 році Тоскана була повернута великому герцогу Фердинанду III.

## Рух за об'єднання Італії

Прапор Сардинського королівства

В другій половині XIX століття на території Тоскани, герцогств Моденського і Пармського утворилася просардинська держава — Об'єднані італійські провінції. Тимчасовий уряд запропонув сардинському королю Віктору Емануїлу II диктатуру, проте він відмовився, натомість погодившись взяти Тоскану під свій захист на час війни і назначивши Карло Бонкомпаньї своїм генеральним комісаром. Банкомпаньї заснував міністерство на чолі з Беніто Ріказолі і скликав раду (консульту). Національне зібрання одноголосно проголосувало за приєднання до Сардинського королівства. Декрет від 22 березня 1860 року оголосив про приєднання Тоскани до Сардинії. Велике герцогство Тосканське офіційно припинило своє існування.
В 1861 році утворилося Італійське королівство (1861—1946). Сардинська конституція стала італійською конституцією, Сардинське королівство припинило своє самостійне існування. Сієна почала належати об'єднаній італійській державі.

## Культура

### Освіта і наука
Процвітання Сієни, яке було досягнуте через розвиток економіки, сприяло підйому культури в республіці. В державі склався середній торговельно-ремісничий клас, який був добре освічений, був знайомий зі зразками античної культури. Це сприяло поширенню нових ідей гуманізму і виникненню інтересу до суспільно-політичних наук. В 1240 році в Сієні був заснований університет, який фінансувався державою. В 1321 році в університет перейшли працювати провідні викладачі Болоньї, в результаті чого, Сієнській університет став одним з головних центрів навчання в Італії. В 1350-х роках університет отримав від імператора хартію, яка передбачала самоуправління та широкі привілеї студентам та викладачам.

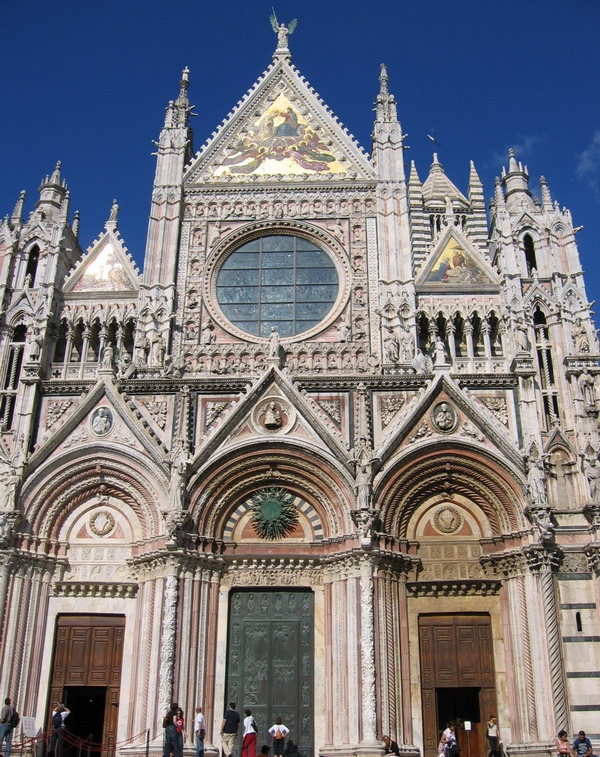
Кафедральний собор Сієни (фасад)

### Мистецтво
Паралельно з розвитком освіти і науки в Сієні почався підйом архітектури і художнього мистецтва. В цей період, коли пізня готика почала витіснятися мистецтвом Проторенесанса, було завершено будівництво головних споруд Сієни, які визначили її сучасний вигляд. Джованні Пізано наприкінці ХІІІ століття створив незрівнянний фасад та інтер'єр кафедрального собору Сієни, а трохи пізніше було створено Громадський палац (італ. Palazzo Pubblico), який став резиденцією Ради Дев'яти. В той же час почалось будівництво кафедрального собору Гроссето під керівництвом Соццо Рустікіні.
В Сієні була створена ціла художня школа, яка змагалася по впливу з флорентійською. Вона відрізнялась більшим інтересом до містики, і вільним зображенням реалістичних пропорцій. До її найбільш яскравих представників належить Гвідо Сієнський, Дуччо ді Буонінсенья, Амброджо і П'єтро Лоренцетті, Сімоне Мартіні (який заклав основу Раннього Відродження в Італії). В скульптурі найбільш видатним сієнцем епохи Раннього Відродження став Якопо делла Кверча, автор фонтана на П'яцо дель Кампо і попередник Мікеланджело. В Сієні також деякий час працював відомий флорентійський скульптор Донателло. Тим не менше, не дивлячись на розвиток досягнень Відродження, погана економічна та політична ситуація всередині республіки погано позначилась на подальшому розвитку мистецтв. В період Висого Відродження Сієна була відсунута на периферію мистецького життя — центром культури в Центральній Італії стала Флоренція.